# Gillespie Road

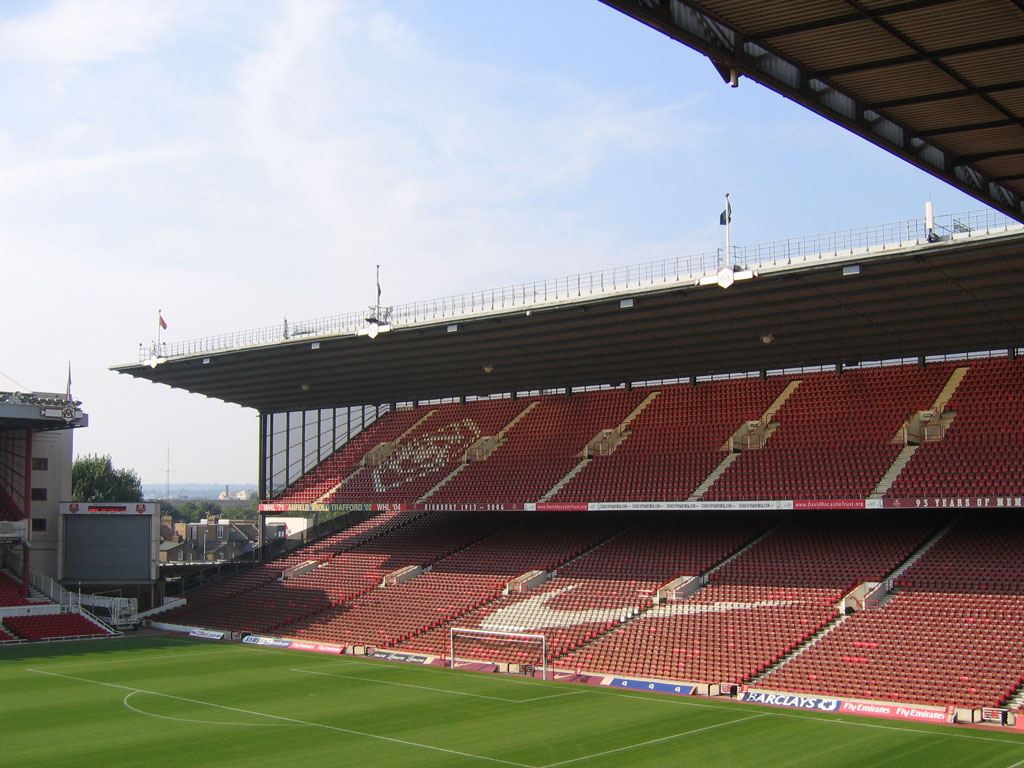
L'Arsenal Stadium

Gillespie Road è una famosa via a Londra, più precisamente ad Highbury. Passa intorno all'Arsenal Stadium, precedentemente stadio casalingo dell'Arsenal. L'Arsenal tube station in passato si chiamava proprio Gillespie Road, prima di prendere il nome attuale sotto insistenze del club. Quando quest'ultimo si è trasferito all'Emirates Stadium, ci è stata una petizione per rimettere in nome originale, ma è fallita: anche l’Emirates è infatti molto vicino a questa stazione, che è una delle tre utili per raggiungere l’impianto.